# La propriété, c'est plus le vol
Série Trilogie des névroses
La classe ouvrière va au paradis
(1971)
Pour plus de détails, voir Fiche technique et Distribution.
La propriété, c'est plus le vol (titre original : La proprietà non è più un furto) est un film italo-français réalisé par Elio Petri, sorti en 1973.

## Synopsis
Total (Flavio Bucci) est un modeste employé de banque. Son problème : l'argent le dégoûte, et son contact provoque chez lui des démangeaisons. Il se convertit à ce qu'il appelle le « marxisme-mandrakisme », qui fait référence au marxisme ainsi qu'au personnage de bande dessinée Mandrake le Magicien. Il quitte son emploi et décide de prendre pour cible, celui qui pour lui représente le symbole du capitalisme : un boucher romain paresseux (Ugo Tognazzi) qui a une belle maîtresse et beaucoup d'argent et qui se trouve être client de sa banque. L'objectif de Total est de le dépouiller, petit à petit, de tout, même de sa femme, qu'il tente de convoiter, du couteau avec lequel il tranche la viande, des bijoux et de l'argent. Il demande l'aide d'un cambrioleur romantique et acteur appelé Albertone, qui lui apprend le métier. Il réussit initialement à cambrioler le boucher, mais ce dernier tire encore profit de ce vol puisqu'il était assuré. Cela rend fou Total qui redouble d'ardeur pour nuire au boucher, tant et si bien que ses activités deviennent suspectes et qu'il est arrêté par la police. C'est alors que le boucher le sauve de la prison, lui offre la richesse et une vie malhonnête et sûre. Total refuse catégoriquement. Mais le boucher finit par avoir raison de lui et étrangle son persécuteur dans un ascenseur.

## Fiche technique
- Titre original : La proprietà non è più un furto
- Titre français : La propriété, c'est plus le vol
- Réalisation : Elio Petri
- Scénario : Elio Petri et Ugo Pirro
- Photographie : Luigi Kuveiller
- Montage : Ruggero Mastroianni
- Musique : Ennio Morricone
- Décors : Massimo Tavazzi
- Costumes : Gianni Polidori
- Producteur : Claudio Mancini
- Sociétés de production : Quasars Film Company, Labrador Films
- Pays de production :  Italie |  France
- Langue originale : italien
- Format : couleur — 35 mm — 1,85:1 — Son : Mono
- Genre : comédie dramatique
- Durée : 126 minutes
- Dates de sortie : 
  - Italie : 3 octobre 1973
  - France : 16 octobre 1974

## Distribution
- Flavio Bucci : Total
- Ugo Tognazzi : le boucher
- Salvo Randone : le père de Total
- Mario Scaccia : Albertone
- Daria Nicolodi : Anita
- Ettore Garofolo : Bocio
- Julien Guiomar : le directeur de banque
- Jacques Herlin : l'employé de banque
- Gigi Proietti : Paco l'Argentin
- Gino Milli (it) : Zagané
- Orazio Orlando Pirelli
- Cecilia Polizzi (it) : Mafalda, la receleuse
- Elena Fabrizi : la cliente du boucher
- Claudio Mancini (it) : l'un des voleurs
- Filippo De Gara (it) : le vendeur d'alarmes contre le vol

## Production
La propriété, c'est plus le vol s'inscrit dans le cycle de portraits de la société italienne que Petri a entrepris, il y raconte le rôle de l'argent tout comme il avait raconté la police et le pouvoir politique dans Enquête sur un citoyen au-dessus de tout soupçon et la condition ouvrière dans La classe ouvrière va au paradis. Ces trois films constitue la Trilogie des névroses.
Le titre du film est une référence à Qu'est-ce que la propriété ? ou Recherche sur le principe du Droit et du Gouvernement (1840), l'essai de Pierre-Joseph Proudhon.

## Exploitation
Entré en compétition à la Berlinale 1973 et présenté aux Giornate del cinema di Venezia la même année, le film n'a pas été bien accueilli. Bien qu'il ait été saisi dans un premier temps par les autorités italiennes pour obscénité et atteinte à la pudeur, il a finalement connu un bon succès auprès du public, grâce au coup de force du distributeur Goffredo Lombardo qui l'a distribué comme un film du genre comédie à l'italienne, aidé pour cela par la présence de la vedette de la comédie Ugo Tognazzi au générique.
Le film est sorti en Italie le 3 octobre 1973. Il connaît un succès relatif avec 2 544 949 entrées pour un total de 1 373 000 000 lires, se plaçant à la 24e place du box-office Italie 1973-1974,.
Le film a été restauré en 2011. Il a été présenté à la Mostra de Venise en 2013, où il a obtenu le prix de la meilleure restauration. Il est ressorti sur les écrans en France le 12 février 2014.

### Accueil critique
Dans le 76e volume des Segnalazioni cinematografiche de 1974, il est écrit : « Le film part du principe que dans notre société incurablement égoïste, on ne vit pas pour "être" mais pour "avoir" et que dans la course à la propriété, le plus fort gagne, c'est-à-dire celui qui sait le mieux voler. La conclusion est que ce type de société doit être changé. Développé sur les modes du "grotesque", le récit comporte des séquences stimulantes et techniquement valables, mais dans l'ensemble, il peine - en raison d'une surabondance d'arguments - à trouver un point focal, capable de donner une unité à l'entassement de situations et de motifs qui ne sont souvent que subsidiaires ou superflus ».
D'après Antoine Royer dans DVDclassik, « Le grand reproche qui sera fait par la critique italienne (majoritairement de gauche, voire marxiste) à Elio Petri à la sortie du film vient d’ailleurs de ce qui nous semble être la grande force de ce cinéma libre et dissident, difficilement réductible à une idéologie préétablie : ce mélange des genres, qui va chercher les contradictions, l’ambigüité ou le désordre moral de la société qu’il d’écrit. Chez Petri, [...] personne n’est fondamentalement mauvais [...] , mais tout le monde est atteint de la même maladie, du même virus, du même vice. Sachant cela, on peut tout à fait trouver la démonstration un peu confuse, désordonnée, souvent contradictoire, mais, refusant toute concession à une réflexion prémâchée, force est de constater que, pour quiconque sera prêt à concéder l’effort, Petri et Pirro donnent ainsi, à foison, du grain neuronal à moudre… ».